# Swolkień
Swolkień (ros. Сволькин, lit. Svolkenis) – ród polsko-rusko-litewski. 
Ród używał dwóch herbów: Pomian i Leliwa.
Swolkień w języku skandynawskim znaczy "Wilk – król". Świadczy to, że ród Swolkieniów wywodzi się od plemion normandzkich, które w czasach przedhistorycznych podbiły Litwę i w niej się osiedliły.
Wieś rodowa Swolkienie leży na terenie dawnego województwa trockiego. Była ona w posiadaniu rodu jeszcze na początku XVI wieku. Metryka litewska z tego okresu (1525) wspomina, że Swolkienie "winni byli dostawiać trzech zbrojnych konnych na potrzeby wojenne".
Ród Swolkieniów należy do najdawniejszych polsko-rusko-litewskich, gdyż wzmianki o niej znajdujemy już w dokumentach z XIV stulecia. Kronikarze, mówiąc o najeździe na Litwę i spustoszeniach wyrządzonych przez Krzyżaków w 1399, wspominają, że napadli oni także na wieś Swolkienia, zrabowali ją i spalili wraz z dworem. Mieszkańcom z trudnością udało się uciec.